# کریسی آمان-لیتون
کریسی آمان-لیتون (به انگلیسی: Crissy Ahmann-Leighton) (زادهٔ ۲۰ مهٔ ۱۹۷۰) شناگر اهل ایالات متحده آمریکا است.